# 西峰寺 (门头沟)
西峰寺，位于北京市门头沟区永定地区岢罗坨村西沟内的李家峪，是一座汉传佛教寺院。原为戒台寺的下院。

## 历史
西峰寺正南和西北分别与戒台寺、潭柘寺遥对。西峰寺创建年代不详，唐朝时名慧聚寺（又作会聚寺），和当时马鞍山上的戒台寺同名。唐朝、辽朝、金朝、元朝为戒台寺僧人圆寂后的火化处。元朝改称玉泉寺，寺内有胜泉池。
明朝正统元年（1436年），惜薪厂掌厂太监陶容出资重修，正统元年二月（1436年）动工，正统三年六月（1438年）完工。重修之后，该寺山门内为钟楼、鼓楼，其后依次是天王殿，如来宝殿、毗卢殿、后楼。寺院东北角有塔院，原来有唐朝俊公和尚塔、元朝月泉新公和尚塔。山门外有一座石桥，山门外还有石狮一对。明英宗赐寺名“西峰寺”。明朝景泰四年（1453年）、隆庆六年（1572年）分别赐敕谕碑，明令保护西峰寺。景泰四年（1453年）还御赐经卷一藏。重修时，陶容还在西峰寺东南一里处兴建一座茶棚院。自明朝起，西峰寺可以独立开展佛事活动。
明朝时，西峰寺设有祖师堂，供奉西山老祖。西山老祖应为西山地区最早的佛教祖师，奉佛之处当在西峰寺。
清朝乾隆年间的《日下旧闻考·卷一百五·郊垧西十五》记载：

原：自戒坛至西峰寺山门有泉最冽。（《问次斋稿》）臣等谨按：西峰寺明碑四，一无撰人姓名，一翰林院检讨旴江严素撰，皆正统四年立；一礼科给事中王之垣撰，年月已泐，一为助缘人姓名碑。寺后东北塔一，共六层，高三丈许，额曰“鞍山故俊公和尚之塔”，又石幢一，题识云“大都鞍山慧聚禅寺月泉新公长老塔铭并序，大都万寿退隐林泉老人从伦撰，至元二十八年住持山主成璞等建。”俊公塔之北有池，据寺碑是为胜寒池，池左有地藏殿，其修建年月无考。
増：明人重建西峰禅寺碑记：距府城西二舍许，地名李家峪，有古招提遗址，在灌莽中，碑记剥落，无从考其剏始之岁月。所可见者唯有两浮图巍然独存，一曰俊公塔，建于唐，一曰月泉新公塔，前元至元辛邜所建。塔旁一池名胜寒池，大旱不枯，东有山曰峰峦，涧水绕其麓，西曰罗睺岭，而六国岭峙其南，松陀岭踞其北。惜乎湮废已久，未有能兴起之者。正统改元，因捐赀市材，自三月剏始，至正统三年六月丙辰讫工，赐额曰西峰禅寺，延僧悟达为住持。兹述梗概，以刻于右。

清朝康熙年间，顺义县民妇张李氏及其子张明德、广月、工匠任五等人妖言惑众，谎称张李氏是菩萨转世，号“西峰老祖活佛”，诈骗钱财，于康熙五十二年（1713年）遭官府查获，西峰寺因此衰落。乾隆年间，大学士三宝的寡媳乌佳氏捐款两万两白银，修缮西峰寺并且置办供器。光绪年间，西峰寺已成废寺。
光绪年间，恭亲王奕訢住在戒台寺“养疾避难”，将西峰寺选定为自己将来的陵寝，但其死后朝廷另赐墓地，故西峰寺的墓地未用上。宣统元年，奕訢次子载滢死后，被其子溥伟、溥儒葬在西峰寺，兴建地宫，并将原来的茶棚院改建成阳宅。中华民国时期，溥儒携全家在戒台寺居住十余年，在西峰寺北沟留下多处题诗和刻字。中华民国初年，西峰寺仅有一名僧人释兴安看守这座废寺。
中华人民共和国时期，西峰寺被改建为中华人民共和国地质矿产部疗养院。后来改成中华人民共和国国土资源部西峰寺培训中心。不对外开放。
2009年8月8日至10月8日，门头沟区举办西峰寺休闲旅游文化节，是北京市首届旅游山会系列活动之一。
2012年，“西峰寺遗址”被定为北京市门头沟区普查登记文物。

## 建筑
西峰寺现有三进院落，现存山门殿、天王殿及两厢回廊禅房30多间。主要建筑及文物有：
- 山门殿
- 天王殿：天王殿前为第一进院，位于台地上，种植了许多花木。
- 如来宝殿：自天王殿旁边可进入第二进院。
  - 缠柏古藤：如来宝殿前有缠柏古藤。缠柏古藤是一株古藤缠附于一株古柏。古柏胸径40余厘米。古藤据说已有200余岁，直径超过5厘米的干茎有40余条，遮荫面积50余平方米。[3][1]
  - 古银杏：位于第二进院正中，周径734厘米，高近40米，遮阴面积大约一亩。这株银杏到21世纪初已有1800多岁，可能是东汉末年种植。古银杏为雌株。其西侧有一株较小的雄株，是其授粉树。有的文献记载，相当长时间内，古银杏曾经依靠两公里外的戒台寺内的银杏雄株授粉。如今古银杏仍然每年结果。1980年一条大枝折断，砸碎树下石碑。
  - 三块残碑：2003年秋，国土资源部西峰寺培训中心扩建工程完工，在扩建过程中，培训中心将院外的三块残碑移至院内，安置在古银杏前的草坪上。三块碑中，《重建西峰禅寺碑记》、《重建西峰禅寺记》是明朝正统四年（1439年）立，《敕赐西峰寺碑记》是明朝隆庆四年（1570年）或者稍后一两年立。
- 溥儒刻字：位于西峰寺院墙外北面约500米处，苛罗坨村的北沟（古名李家峪）。目前已发现石刻7处91字，刻在五块岩石上。每字直径30到160厘米，字体为楷书、行书、草书。刻字有“倚云”、“翛然”、“趺坐岩树间，松下云来往，不闻人语喧，但听钟声响”等等。[3]

此外，西峰寺尚存“西峰寺载洵地宫及享殿”，1981年被定为门头沟区文物保护单位。此处1981年公布为门头沟区文物保护单位，名称为“西峰寺地宫”。2001年门头沟区文化委员会立门头沟区文物保护单位碑，碑上刻“载滢地宫”。2013年门头沟区文化委员会公布不可移动文物名录，定名为“西峰寺载洵地宫及享殿”。门头沟区文化委员会网站2016年《区级门头沟区区级文物保护单位统计表》公布为“西峰寺载洵地宫及享殿”。地宫入口位于如来宝殿后面的西北角，如今门上悬挂“清地宫”匾额，门口墙上有“载滢地宫”的门头沟区文物保护单位碑，旁边树有解说牌。地宫于1950年代被打开，后来整修，成为北京市第一座开放的清朝王公贝勒地宫，供国土资源部系统内部参观。地宫坐北朝南，用大块青石砌成券拱，高约5米，进深5米余，宽约6米。棺床和墓室同宽，汉白玉制，进深3米。棺床前为神河，长度与墓室宽度相同，神河上有石板桥。神河内有一泓泉水，过去四季不竭，水深随季节稍有变化，至今水量不减。
西峰寺东南一里处，明朝建有茶棚院，清朝末年改为载滢的祭院，为西峰寺的下院，分为内外两院，布局为清末园林风格。1984年门头沟区博物馆在此对外开放，2004年由此处迁往新馆。
除了上述文物外，西峰寺还发现了崇公和尚塔及地宫。2001年8月24日，门头沟区文物研究所在永定镇岢罗坨村（原门头沟区博物馆西侧台地）发现一处遗址，为一座和尚塔，塔下有地宫，地宫内出土石棺一口。地宫位于地表以下1.5米深，附近散落着塔的覆钵基座、承露盘等等石构件。石基座为圆形，高0.32米，直径0.82米，座身设有壶门开光，其内刻“示寂崇公灵塔”，两侧另有刻字（字迹已无法辨认）。石棺为梯形，下面带座，座下有四方足，座周围雕有云纹，座上有三层叠涩。石棺通长48厘米，座宽30至34厘米，带座高28至44厘米，棺内37厘米长，18至20厘米宽，16至17厘米深。棺盖为长方形，顶部略微为弧形，棺盖头部雕刻成“山”字形，棺身为一整块青石雕刻而成。
西峰寺附近有庞潭古道、西峰寺森林公园等旅游景点。